# Miguel Ángel Moyà
Miguel Ángel Moyà Rumbo (ur. 2 kwietnia 1984 w Binissalem) – hiszpański piłkarz, który występował na pozycji bramkarza. W latach 2001–2006 występował w młodzieżowych reprezentacjach Hiszpanii.
Przez 15 sezonów rozegrał 274 mecze w La Liga, reprezentując w tym czasie takie kluby jak: RCD Mallorca, Valencia CF, Getafe CF, Atlético Madryt oraz Real Sociedad.

## Kariera klubowa
Moyà urodził się na Majorce. Karierę piłkarską rozpoczął w klubie RCD Mallorca. W latach 2001–2004 pełnił rolę pierwszego bramkarza w drużynie rezerw, a następnie trafił do kadry pierwszej drużyny. W Primera División zadebiutował 29 sierpnia w przegranym 0:1 domowym spotkaniu z Realem Madryt. W sezonie 2004/2005 wygrał rywalizację o miejsce w składzie z Holendrem Sanderem Westerveldem. Pomógł Mallorce w uniknięciu spadku do Segunda División. Jednak w sezonie 2005/2006 stał się rezerwowym dla Antonio Pratsa. Pierwszym bramkarzem Mallorki został ponownie w sezonie 2007/2008, gdy Prats odszedł do Hérculesa Alicante. W sezonie 2008/2009 występuje na przemian w lidze wraz z Izraelczykiem Dudu Aouate i Argentyńczykiem Germánem Luxem.
W czerwcu 2009 roku, za kwotę 5 milionów euro przeszedł do Valencii CF. W czerwcu 2014 został bramkarzem Atlético Madryt. Klub ze stolicy Hiszpanii zapłacił za niego 3 mln euro.
W 2018 roku został rezerwowym bramkarzem Realu Sociedad. 1 lipca 2021 roku oficjalnie zakończył karierę.
| Sezon                                          | Klub            | Kraj      | Rozgrywki          | Mecze | Bramki |
| ---------------------------------------------- | --------------- | --------- | ------------------ | ----- | ------ |
| 2001/02                                        | RCD Mallorca B  | Hiszpania | Segunda División B | 4     | 0      |
| 2002/03                                        | RCD Mallorca B  | Hiszpania | Segunda División B | 25    | 0      |
| 2003/04                                        | RCD Mallorca B  | Hiszpania | Segunda División B | 29    | 0      |
| 2004/05                                        | RCD Mallorca    | Hiszpania | Primera División   | 32    | 0      |
| 2005/06                                        | RCD Mallorca    | Hiszpania | Primera División   | 9     | 0      |
| 2006/07                                        | RCD Mallorca    | Hiszpania | Primera División   | 16    | 0      |
| 2007/08                                        | RCD Mallorca    | Hiszpania | Primera División   | 29    | 0      |
| 2008/09                                        | RCD Mallorca    | Hiszpania | Primera División   | 13    | 0      |
| 2009/10                                        | Valencia CF     | Hiszpania | Primera División   | 8     | 0      |
| 2010/11                                        | Valencia CF     | Hiszpania | Primera División   | 4     | 0      |
| 2011/12                                        | Getafe CF       | Hiszpania | Primera División   | 36    | 0      |
| 2012/13                                        | Getafe CF       | Hiszpania | Primera División   | 32    | 0      |
| 2013/14                                        | Getafe CF       | Hiszpania | Primera División   | 26    | 0      |
| 2014/15                                        | Atlético Madryt | Hiszpania | Primera División   | 27    | 0      |
| 2015/16                                        | Atlético Madryt | Hiszpania | Primera División   | 0     | 0      |
| 2016/17                                        | Atlético Madryt | Hiszpania | Primera División   | 9     | 0      |
| 2017/18                                        | Real Sociedad   | Hiszpania | Primera División   | 9     | 0      |
| 2018/19                                        | Real Sociedad   | Hiszpania | Primera División   | 11    | 0      |
| Statystyki aktualne na dzień 25 grudnia 2018r. |                 |           |                    |       |        |

## Kariera reprezentacyjna
W latach 2001–2003 Moyà rozegrał 11 spotkań w reprezentacji Hiszpanii U-19, z którą zdobył mistrzostwo Europy na mistrzostwach Europy 2002, a w latach 2004–2006 zaliczył 14 spotkań w reprezentacji U-21. W 2003 roku z kadrą U-20 wywalczył srebrny medal na mistrzostwach świata U-20.